# Fatih Çiplak
Fatih Çiplak (Erzurum, 27 januari 1994) is een Turks professioneel voetballer die bij voorkeur als verdediger speelt. Hij stroomde in 2014 door vanuit de jeugdopleiding van Sivasspor.

## Clubcarrière
Çiplak speelde van 2007 tot 2012 in de jeugd van Erzurum İdmanocağıspor, waarna hij wisselde van amateurclub en bij Erzurum Yakutiyespor ging spelen. Na een seizoen, waarin hij 1 doelpunt maakte in 11 wedstrijden, nam Sivasspor hem over. Hij debuteerde op 16 december 2014 in de wedstrijd om de Turkse voetbalbeker tegen Tuzlaspor. Vier dagen later maakte hij zijn competitiedebuut tegen Istanbul Başakşehir. Gedurende het seizoen 2015-2016 werd Çiplak verhuurd aan Giresunspor, de nummer 11 van het voorgaande seizoen in de TFF 1. Lig. Gedurende het seizoen 2016-2017 werd Çiplak verhuurd aan Istanbulspor. Het volgende seizoen (2017/18) werd hij opnieuw verhuurd, ditmaal aan Sivas Belediyespor.

## Interlandcarrière
Çiplak maakte op 4 september 2015 zijn debuut in het Turks voetbalelftal onder 21. In de oefeninterland tegen Australië begon hij in de basis en werd na 45 minuten vervangen door Abdülkerim Bardakcı. Vier dagen later speelde Çiplak de hele wedstrijd mee in de kwalificatiewedstrijd voor het EK 2015 tegen Nederland. Een dag na deze wedstrijd speelde hij zijn derde en tevens laatste wedstrijd, een kwalificatieduel tegen Wit-Rusland.